# Nanako Matsumoto
Nanako Matsumoto (japanisch 松本 奈菜子 Matsumoto Nanako; * 3. September 1996 in Shizuoka) ist eine japanische Leichtathletin, die sich auf den Sprint spezialisiert hat. Ihren größten Erfolg feierte sie mit dem Asienmeistertitel über 400 Meter 2025 in Gumi sowie mit dem Hallenasienmeistertitel 2024 in Teheran.

## Sportliche Laufbahn
Erste internationale Erfahrungen sammelte Nanako Matsumoto im Jahr 2013, als sie bei den Jugendweltmeisterschaften in Donezk im 400-Meter-Lauf in 54,59 s den sechsten Platz belegte und mit der japanischen Sprintstaffel (1000 Meter) in 2:07,61 min die Bronzemedaille gewann. Im Jahr darauf nahm sie an den Asienspielen im südkoreanischen Incheon teil und schied dort mit 53,65 s in der ersten Runde über 400 Meter aus und gewann in 3:30,80 min die Silbermedaille mit der Staffel hinter dem Team aus Indien. Bei den IAAF World Relays 2019 in Yokohama belegte sie in 3:35,12 min den siebten Platz im B-Finale in der 4-mal-400-Meter-Staffel. Bei den World Athletics Relays 2021 im polnischen Chorzów schied sie mit der japanischen 4-mal-400-Meter-Staffel der Frauen mit 3:35,26 min im Vorlauf aus und auch in der Mixed-Staffel verpasste sie trotz neuem Landesrekord von 3:18,76 min den Finaleinzug. Im Jahr darauf schied sie bei den Weltmeisterschaften in Eugene mit 3:17,31 min im Vorlauf in der Mixed-Staffel aus. 2023 belegte sie bei den Asienmeisterschaften in Bangkok in 53,89 s den fünften Platz über 400 Meter und gelangte mit der Frauenstaffel mit 3:35,26 min auf Rang vier. Zudem gewann sie mit der Mixed-Staffel in 3:!5,71 min gemeinsam mit Kenki Imaizumi, Haruna Kuboyama und Fuga Satō die Bronzemedaille hinter den Teams aus Indien und Sri Lanka. Im Jahr darauf siegte sie in 55,14 s über 400 Meter bei den Hallenasienmeisterschaften in Teheran und war damit die erste Japanerin die über diese Distanz Gold bei Hallenasienmeisterschaften gewinnen konnte. Anschließend verpasste sie bei den World Athletics Relays auf den Bahamas mit der Mixed-Staffel über 4-mal 400 Meter eine Direktqualifikation für die Olympischen Spiele in Paris.
2025 siegte sie in 52,17 s über 400 Meter bei den Asienmeisterschaften in Gumi.
2020 wurde Matsumoto japanische Meisterin in der 4-mal-400-Meter-Staffel.

## Persönliche Bestleistungen
- 200 Meter: 23,83 s (+0,9 m/s), 26. September 2021 in Osaka
- 400 Meter: 52,14 s, 3. Mai 2025 in Fukuroi
  - 400 Meter (Halle): 53,15 s, 1. März 2025 in Öskemen (japanischer Rekord)